# The Fratellis
The Fratellis er et indierockband fra Glasgow i Skotland.

## Medlemmer
- John Lawler (sang, guitar)
- Barry Wallace (bas)
- Gordon McRory (trommer)

## Diskografi

### Albums
- Costello Music (2006)
- Here We Stand (2008)
- We Need Medicine (2013)
- Eyes Wide, Tongue Tied (2015)
- In Your Own Sweet Time (2018)
- Half Drunk Under a Full Moon (2021)

### DVD-udgivelser
- Edgy In Brixton (2007)